# Виброизображение
Виброизображение (англ. Vibraimage) — тип обработки видеозаписи объекта или группы объектов, основанный на анализе и графической репрезентации вибрационных характеристик этих объектов. Суть
обработки заключается в том, что параметры вибрации и соотношений вибрирующих (пульсирующих, перемещающихся) зон объекта кодируются и выводятся на экран в виде цветовых зон, наложенных на обычную видеозапись. Виброизображение используется в основном для определения и анализа состояния живого объекта (группы объектов). В данном случае большое количество информативных зависимостей, выявленных в ходе детального исследования вестибулярно-эмоционального рефлекса обусловило сложность программного комплекса, который необходимо использовать для корректного построения виброизображения: программа сама должна выделять живой объект на неподвижном фоне, чутко реагировать на изменение параметров объекта и удерживать фокус на объекте независимо от изменений его состояния. Каждая точка виброизображения отображает параметры вибрации (частоту или амплитуду) точек объекта в пространстве.
Виброизображение является одним из первичных видов изображений (видимое, инфракрасное, рентгеновское), информативно характеризующих объект. Впервые термин «виброизображение» был введен В.Минкиным в 2002 году.
Основным физиологическим процессом, определяющим виброизображение человека, является вестибулярно-эмоциональный рефлекс (ВЭР), а виброизображение показывает пространственное и временное изменение состояния человека. Технология виброизображения использует результаты известных психофизиологических исследований («каждая мысль имеет мускульное проявление» — И. М. Сеченов, «нервная деятельность складывается из возбуждения и торможения» — И.П Павлов, «движения человека дискретны во времени» — Н. А. Бернштейн, «агрессия определяется частотой и амплитудой рефлексных движений» — Конрад Лоренц) для вычисления уровней эмоций и психофизиологических параметров человека.

## Виброизображение человека
Виброизображение регистрирует и анализирует вибрации, моторную активность и особенности психодинамики человека, путём алгоритмического преобразования обычного видеоизображения в новое — виброизображение, которое информативно отображает эмоциональное и психофизиологическое состояние человека. Виброизображение объединяет современные технические достижения с фундаментальными знаниями в медицине и психологии и делает реальным дистанционное и бесконтактное автоматическое определение психосоматического или эмоционального состояния человека. Параметры виброизображения также первичны и информативно характеризуют человека, как и параметры ЭЭГ, КГР или ЭКГ.

## Применение технологии виброизображения
Технология виброизображения позволяет дистанционно идентифицировать и измерять психоэмоциональное, психофизиологическое состояния человека. С 2007 года системы виброизображения используются в аэропорте Пулково для контроля пассажиропотока, в метрополитене Москвы. Применение технологии для контроля психоэмоционального состояния посетителей Олимпийских и Паралимпийских игр в Сочи получило неоднозначную оценку в иностранных СМИ. Один отзыв считает технологию виброизображения научно обоснованной, успешной и необходимой для повышения безопасности зрителей при проведении массовых мероприятий. Другая публикация предполагает, что технология виброизображения — бесполезная игрушка, а её использование является примером коррупции в российском обществе. МВД РФ рекомендует использовать технологию виброизображения для проведения технического профайлинга пассажиров на объектах транспортной инфраструктуры. Существуют работы посвящённые возможности использования технологии виброизображения для диагностики функционального состояния человека.